# この愛の物語
『この愛の物語』（このあいのものがたり）は、1987年9月12日に公開された日本映画。配給収入は4億円。

## あらすじ
10年前。『立花スタントマンクラブ』の社長立花（中村雅俊）の妻・小夏（和由布子）は幸江（近藤花恵）を生むが、病院の窓から身を投げた。幸江の父親は立花ではなく、彼の親友でスタントマンチームを一緒に作った村雨（根津甚八）だった。スタントマンの夢を追い続け、家庭を顧みない立花に小夏は不満を抱いていた。
小夏の死後、村雨は立花の前から姿を消した。それから10年。立花が男手ひとつで育てた幸江も小学生、難しい年頃になっていた。小夏の弟で暴走族から拾い上げた大介（近藤真彦）はスターとして育っていたが経営はうまくいかず、副社長の黒岩（三上寛）は金策に走り回る毎日だった。
そんな折、アクション映画の巨匠・大道寺監督（原田芳雄）から「日米合作の大アクション映画を大介主演で撮りたい」という依頼があった。だが、立花はかつてのパートナーの村雨なしでは不可能と煮えきらない態度。自分の妻を寝取った男だったが、共にスタントの夢を追う親友に対する想いは変わらない。
女っ気のない立花のところにお手伝い志願者がやって来た。部厚い眼鏡をかけたダサい感じの伊豆沼時子（藤谷美和子）である。料理の腕はさっぱりダメだが、バイクや車の修理にはめっぽう強い。それも当然、彼女はスタントマンの草分け伊豆沼勇一の娘だったのだ。立花は時子に魅かれていき、そんな彼を見る黒岩は結婚を勧め、時子の知らぬ間に周囲は二人の結婚話を進めていく。
そんな中、10年の歳月を経て村雨が帰ってきた。姉を死に追いやり、恩人の立花を裏切った男として大介は村雨に反発するが、彼のテクニックに打ちのめされる。一方、立花との結婚話が進んでいることを知らない時子は大介を愛し始めていた。その彼女の素質に大道寺監督は注目し、主演女優のスタントに抜擢。さらにその女優を降ろし、時子を主演に昇格させてしまった。
大スタント・シーンの撮影前夜。時子は大介の部屋を訪ねるが、大介は「立花を裏切るわけにはいかない」と時子の思いをつっぱねてしまう。
ついに撮影の日がやってきた。全国からスタントマンたちが続々と集まってきた。主演の大介と時子が乗る車を、車とバイクに乗った集団が襲撃するシーンである。カメラが廻った。地雷は5秒ごとに爆発するようにセットしてあり、マシンガンには実弾がこめられている。次々とケガ人が続出する中で撮影が進められ、ラスト、二人が乗る車が川の中に突っ込んだ。成功の喜びで抱き合う二人。その姿を見て立花は全てを理解するのだった。

## キャスト
立花：中村雅俊
スタントマン。スタントマンの夢を追い続けて家庭を顧みなかったことで、妻の小夏を親友の村雨に寝取られてしまう。小夏の死後、娘を男手ひとつで育てている。
村雨：根津甚八
スタントマン。立花の親友。立花の妻の小夏を寝取ってしまう。小夏の死後自責の念から姿を消すが、再び姿を現す。
伊豆沼時子：藤谷美和子
立花のもとにお手伝い志願で転がり込んできた女性。料理の腕はさっぱりダメだが、バイクや車の修理には強い。実は、大御所スタントマンの娘。
大介：近藤真彦
スタントマン。かつては暴走族だったが立花のもとで修行にはげみ、スター的人気を獲得している。
黒岩：三上寛
立花のスタントチームの副社長。
大道寺：原田芳雄
映画監督。日米合作の大スペクタクルアクション映画を撮ることになり、立花たちに白羽の矢を立てる。
小夏：和由布子
立花の亡き妻。夢を追い続けて家庭を顧みなかった立花に失望し、村雨と関係を持ち、子供を宿す。子供の出産後、自責の念から病室から身を投げる。
立花の両親：南田洋子、大滝秀治
松井助監督：泉谷しげる
立花幸江：近藤花恵
立花が育てている、小夏と村雨の娘。
倉持：ジェリー藤尾
スタントマン。立花のライバル。
立花のチームのメンバー：掛田誠、宮田恭男、倉崎青児、弘中たろ
スタントマンだが、いずれも未熟な若手である。
医師：森本レオ
吉村ディレクター：草野大悟
橋本功
夏夕介
映画の女優：高木美保
もたいまさこ
幸江のクラス担任：海老名美どり

## スタッフ
- 製作：奥山和由
- 監督：舛田利雄
- 原作・脚本：つかこうへい
- 撮影：仙元誠三
- 照明：渡辺三雄
- 美術：育野重一
- 録音：信岡実
- 編集：井上治
- 音楽：久石譲
- 音楽プロデューサー：坂井洋一
- 音楽アドバイザー：鈴木清司
- セカンドユニット監督：渡辺拓也
- セカンドユニット撮影：柳島克己
- 助監督：佐々木正人、三池崇史、児玉宜久、早野清治、中西健二
- 音響効果：小島良雄（東洋音響）
- カースタント：スーパードライバーズ、カースタントTA・KA、三石千尋とマイクスタントマンチーム、武士レーシング
- アクションコーディネート：横山稔
- ボディスタント：ジャパンアクションクラブ（釼持誠、渡辺実）
- ガンエフェクト：BIG SHOT
- 特殊効果：太平特殊効果
- 録音スタジオ∶にっかつスタジオセンター
- 現像：東京現像所
- ロケ協力：八丈島観光協会 ほか
- プロデューサー：鍋島壽夫、中島芳人、小杉義夫
- 製作協力：ライトヴィジョン
- 製作：松竹富士、日本テレビ放送網

## サウンドトラック盤
『この愛の物語 オリジナル・サウンドトラック』は、1987年10月5日に東芝EMI / EASTWORLDから発売された、久石譲プロデュースによる同名映画のサウンドトラック。

### 収録曲
- 括弧内は、楽曲を歌唱及び演奏したミュージシャン。

#### LPレコード / カセットテープ
| #         | タイトル                           | 作詞         | 作曲         | 編曲      | 時間  |
| --------- | ---------------------------------- | ------------ | ------------ | --------- | ----- |
| 1.        | 「オープニング・テーマ」           |              | 久石譲       | 久石譲    | 0:34  |
| 2.        | 「レイン」(甲斐よしひろ)           | 甲斐よしひろ | 甲斐よしひろ | 椎名和夫  | 5:17  |
| 3.        | 「Born To Be A Runner」(三浦秀美)  | Jim          | 久石譲       | 久石譲    | 4:38  |
| 4.        | 「Take Me To The Party」(黒住憲五) | Jim          | 久石譲       | 久石譲    | 2:34  |
| 5.        | 「Flying High」(SYOKO)             | SYOKO        | 久石譲       | 久石譲    | 4:29  |
| 6.        | 「時間よ古い友達なら」(久石譲)     | 冬杜花代子   | 久石譲       | 久石譲    | 5:17  |
| 合計時間: | 合計時間:                          | 合計時間:    | 合計時間:    | 合計時間: | 22:49 |

| #         | タイトル                           | 作詞                      | 作曲      | 編曲      | 時間  |
| --------- | ---------------------------------- | ------------------------- | --------- | --------- | ----- |
| 1.        | 「鳥のように」(和田加奈子)         | 和田加奈子                | 久石譲    | 久石譲    | 4:19  |
| 2.        | 「黒のラプソディ」(BOØWY)          | 氷室京介・松井五郎        | 氷室京介  | 布袋寅泰  | 3:34  |
| 3.        | 「Bitter Luck Lovers」(伊東真由美) | 冬杜花代子                | 久石譲    | 久石譲    | 4:14  |
| 4.        | 「ALL NIGHT」(高中正義)            | Daryl Canada              | 高中正義  | 高中正義  | 4:48  |
| 5.        | 「眼差し」(黒住憲五)               | Show                      | 久石譲    | 久石譲    | 4:31  |
| 6.        | 「心戦場」(大和美恵子)             | つかこうへい 補作詞：Show | 久石譲    | 久石譲    | 5:18  |
| 合計時間: | 合計時間:                          | 合計時間:                 | 合計時間: | 合計時間: | 26:44 |

#### CD
| #         | タイトル                           | 作詞                      | 作曲         | 編曲      | 時間  |
| --------- | ---------------------------------- | ------------------------- | ------------ | --------- | ----- |
| 1.        | 「オープニング・テーマ」           |                           | 久石譲       | 久石譲    | 0:34  |
| 2.        | 「レイン」(甲斐よしひろ)           | 甲斐よしひろ              | 甲斐よしひろ | 椎名和夫  | 5:17  |
| 3.        | 「Born To Be A Runner」(三浦秀美)  | Jim                       | 久石譲       | 久石譲    | 4:38  |
| 4.        | 「Take Me To The Party」(黒住憲五) | Jim                       | 久石譲       | 久石譲    | 2:34  |
| 5.        | 「Flying High」(SYOKO)             | SYOKO                     | 久石譲       | 久石譲    | 4:29  |
| 6.        | 「時間よ古い友達なら」(久石譲)     | 冬杜花代子                | 久石譲       | 久石譲    | 5:17  |
| 7.        | 「鳥のように」(和田加奈子)         | 和田加奈子                | 久石譲       | 久石譲    | 4:19  |
| 8.        | 「黒のラプソディ」(BOØWY)          | 氷室京介・松井五郎        | 氷室京介     | 布袋寅泰  | 3:34  |
| 9.        | 「Bitter Luck Lovers」(伊東真由美) | 冬杜花代子                | 久石譲       | 久石譲    | 4:14  |
| 10.       | 「ALL NIGHT」(高中正義)            | Daryl Canada              | 高中正義     | 高中正義  | 4:48  |
| 11.       | 「眼差し」(黒住憲五)               | Show                      | 久石譲       | 久石譲    | 4:31  |
| 12.       | 「心戦場」(大和美恵子)             | つかこうへい 補作詞：Show | 久石譲       | 久石譲    | 5:18  |
| 合計時間: | 合計時間:                          | 合計時間:                 | 合計時間:    | 合計時間: | 49:33 |

### 参加ミュージシャン
- 「レイン」「黒のラプソディ」「ALL NIGHT」は除く。
  - シンセオペレーター：橋本由香利
  - Gt：芳野藤丸
  - Gt：斉藤英夫[注釈 1]
  - Sax：ジェイク
  - ドラム：佐藤正治
  - コーラス：KONOAI Singers

### リリース履歴
| No. | 日付          | レーベル            | 規格           | 規格品番  |
| --- | ------------- | ------------------- | -------------- | --------- |
| 1   | 1987年10月5日 | 東芝EMI / EASTWORLD | LPレコード     | RT28-5001 |
| 1   | 1987年10月5日 | 東芝EMI / EASTWORLD | カセットテープ | ZT28-5001 |
| 1   | 1987年10月5日 | 東芝EMI / EASTWORLD | CD             | CT32-5001 |

### カバー
| 曲名               | アーティスト | 収録作品            | 発売日         | 規格品番       | 備考                                                               |
| ------------------ | ------------ | ------------------- | -------------- | -------------- | ------------------------------------------------------------------ |
| 時間よ古い友達なら | 中村雅俊     | 『Sincerely Yours』 | 1987年12月10日 | AB-7161 (LP)   |                                                                    |
| 時間よ古い友達なら | 中村雅俊     | 『Sincerely Yours』 | 1987年12月10日 | 28CA-2070 (CD) |                                                                    |
| 鳥のように         | 久石譲       | 『MELODY Blvd.』    | 1995年1月25日  | PICL-1088      | 英語詞で（作詞は渡辺なつみ）「Lonely Dreamer」としてセルフカバー。 |